# Teodardo de Narbona
Teodardo de Narbona, o  San Audardo (Montalbán, ca. 840 - Narbona, 1 de mayo de 893) fue obispo de Narbona. Es venerado  como santo por la Iglesia catòlica.

## Biografía
Nació en Montauban, en el seno de una familia noble. Estudió y después abrazó la vida religiosa para ser subdiácono en el concilio de Tolosa. Más tarde fue secretario del obispo Sigebuto de Narbona (973-855) y fue elevado a archidiácono; fue el encargado de diversas misiones. Fue consagrado como obispo el 15 de agosto de 885, después de la muerte de Sigebuto. Al año siguiente, en Roma, el papa Esteban VI le otorgó el palio de obispo.
Intentó proteger y restaurar la diócesis devastada por los ataques de los sarracenos, pero éstos siguieron sus expediciones, llevándose a prisioneros. Restauró la catedral de la ciudad y liberó a muchos cristianos cautivos. Murió en Narbona hacia 893.

## Veneración
Al morir, fue sepultado en la abadía benedictina de San Martín, cerca de Montalban, después renombrada en su honor (Saint-Théodard). Sus reliquias fueron profanadas y dispersadas por los hugonotes, y solo se conservan unas pocas.